# توساری
توساری (به لاتین: Tusari) یک روستا در استونی است که در دهستان نووا واقع شده‌است.